# Psephenopalpus browni
Psephenopalpus browni is een keversoort uit de familie keikevers (Psephenidae). De wetenschappelijke naam van de soort werd in 2004 gepubliceerd door Arce-Perez.